# (73308) 2002 JJ74
(73308) 2002 JJ74 – planetoida z pasa głównego asteroid okrążająca Słońce w ciągu 4,05 lat w średniej odległości 2,54 j.a. Odkryta 8 maja 2002 roku.